# Garton-on-the-Wolds
Garton-on-the-Wolds är en ort och en civil parish, vars formella namn är Garton, i Storbritannien.   Den ligger i kommunen East Riding of Yorkshire och riksdelen England, i den centrala delen av landet, 280 km norr om huvudstaden London. Garton-on-the-Wolds ligger 57 meter över havet och antalet invånare är 348.
Terrängen runt Garton-on-the-Wolds är platt. Runt Garton-on-the-Wolds är det ganska tätbefolkat, med 139 invånare per kvadratkilometer. Närmaste större samhälle är Driffield, 4,1 km öster om Garton-on-the-Wolds. Trakten runt Garton-on-the-Wolds består till största delen av jordbruksmark.